# Ferdinand Lemaire
Ferdinand Lemaire né le 4 mai 1833 à Fort-de-France et mort le 10 août 1879 à Tessé-la-Madeleine est un librettiste français.

## Biographie
Ferdinand Lemaire est aujourd'hui principalement connu comme le librettiste de Samson et Dalila de Camille Saint-Saëns, et l’auteur de quatre mélodies de Saint-Saëns, dont Tristesse et Souvenances. Il fut un simple amateur dans le domaine des lettres et fut mis en relation avec Saint-Saëns grâce à l’une des filles de sa famille.